# Порталегри (окръг)
Порталегри е един от 18-те окръга на Португалия. Площта му е 6084 квадратни километра, а населението – 104 538 души (по приблизителна оценка от декември 2019 г.). Разделен е допълнително на 15 общини, които са разделени на 86 енории.